# Yxng Bane
Yxng Bane (* 12. April 1996 in London als Larry Cummings Kiala) ist ein englischer Dancehall- und Grime-Rapper. 2017 hatte er mit der Single Rihanna seinen ersten Hit in England. Mit drei Mixtapes und einem Dutzend Songs war er danach in den Charts vertreten, bevor er sich 2022 zurückzog.

## Biografie
Larry Kiala wurde in London geboren und wuchs im Einwandererviertel Canning Town auf. Er hat afrikanische Wurzeln (Kongo und Angola). Seinen Rappernamen Yxng Bane (ausgesprochen „Young Bane“) wählte er nach dem Schurken Bane aus The Dark Knight Rises. Erste Bekanntheit erlangte er ab 2015 durch seine Veröffentlichungen auf der Musikplattform SoundCloud. Anfänglich zeigte er sich noch mit einer speziellen Gesichtsmaske. Bereits 2016 hatte er einen ersten Hit mit Fine Wine zusammen mit Kojo Funds. Tinie Tempah wurde auf ihn aufmerksam und nahm ihn bei seinem Label Disturbing London auf. Im Sommer 2017 trat er ins Rampenlicht, als er erst auf dem Top-10-Hit Bestie von Yungen zu hören war und kurz darauf mit dem Song Rihanna einen eigenen Top-40-Hit folgen ließ. Bis zum Jahresende hatten alle drei Veröffentlichungen Silber- oder Gold-Auszeichnungen erreicht.
Anfang 2018 kam er auf die erweiterte Liste bei Sound of 2018, der BBC-Umfrage über die Stars des kommenden Jahres. Im März erschien gleichzeitig seine Single Vroom und die Single Answerphone von Ella Eyre und den kanadischen Produzenten Banx & Ranx, bei der er mitwirkte. Beide Songs waren in den Charts erfolgreich, Answerphone kam sogar auf Platz 5. Im Sommer kam das erste Album heraus, das Kollabo-Album Any Minute Now mit D-Block Europe, das auf Platz 14 kam. Das erste Soloalbum HBK im Spätherbst erreichte dagegen nur Platz 36. 2019 verlief etwas ruhiger mit wenigen Veröffentlichungen, am erfolgreichsten war die Top-20-Single How It Is gemeinsam mit Roddy Ricch und Chip. Im Mai 2020 meldete er sich zurück mit dem Album Quarantime – The Lost Files, mit dem er knapp die Top 10 der Charts verpasste.
Im Jahr darauf hatte er als Gast auf der Single Nice to Meet Ya von Wes Nelson noch einmal einen englischen Top-40-Hit, der außerdem in den deutschsprachigen Ländern sehr erfolgreich war und dort die Top 10 erreichte. Kiala kündigte noch im selben Jahr ein Soloalbum an, nach dem er sich aus der Musik zurückziehen wolle. Allerdings erschien es nicht mehr und nach einer letzten Single im März 2022 gab es keine weiteren Veröffentlichungen mehr von ihm.

## Diskografie

### Alben
| Jahr | Titel Musiklabel                                     | Höchstplatzierung, Gesamtwochen, AuszeichnungChartsChartplatzierungen (Jahr, Titel, Musiklabel, Platzierungen, Wochen, Auszeichnungen, Anmerkungen) | Anmerkungen                                                                        |
| Jahr | Titel Musiklabel                                     | UK | Anmerkungen                                                                        |
| ---- | ---------------------------------------------------- | --- | ---------------------------------------------------------------------------------- |
| 2018 | Any Minute Now Eigenvertrieb                         | UK14 Silber · (4 Wo.)UK | Erstveröffentlichung: 20. Juli 2018 Verkäufe: + 60.000; D-Block Europe & Yxng Bane |
| 2018 | HBK Disturbing London Records                        | UK36 (2 Wo.)UK | Erstveröffentlichung: 9. November 2018 Mixtape                                     |
| 2020 | Quarantime: The Lost Files Disturbing London Records | UK11 (3 Wo.)UK | Erstveröffentlichung: 1. Mai 2020 Mixtape                                          |

### EPs
- 2016: Full Moon

### Lieder
| Jahr | Titel Album                              | Höchstplatzierung, Gesamtwochen, AuszeichnungChartsChartplatzierungen (Jahr, Titel, Album, Platzierungen, Wochen, Auszeichnungen, Anmerkungen) | Anmerkungen                                                                                |
| Jahr | Titel Album                              | UK | Anmerkungen                                                                                |
| ---- | ---------------------------------------- | --- | ------------------------------------------------------------------------------------------ |
| 2017 | Rihanna –                                | UK40 Platin · (15 Wo.)UK | Erstveröffentlichung: 14. August 2017 Verkäufe: + 600.000                                  |
| 2018 | Vroom –                                  | UK27 Platin · (14 Wo.)UK | Erstveröffentlichung: 16. März 2018 Verkäufe: + 600.000                                    |
| 2018 | Gucci Mane Any Minute Now                | UK49 Silber · (9 Wo.)UK | Erstveröffentlichung: 13. Juli 2018 Verkäufe: + 200.000; D-Block Europe & Yxng Bane        |
| 2018 | Needed Time HBK                          | UK51 Gold · (15 Wo.)UK | Erstveröffentlichung: 9. November 2018 Verkäufe: + 400.000                                 |
| 2018 | Problem HBK                              | UK75 (3 Wo.)UK | Erstveröffentlichung: 13. Dezember 2018 featuring Fredo                                    |
| 2019 | How It Is –                              | UK18 Silber · (9 Wo.)UK | Erstveröffentlichung: 28. Februar 2019 Verkäufe: + 200.000; Roddy Ricch × Chip × Yxng Bane |
| 2019 | Skrr –                                   | UK74 (1 Wo.)UK | Erstveröffentlichung: 26. September 2019 featuring OFB                                     |
| 2020 | Are You Mad Quarantime: The Lost Files   | UK66 (2 Wo.)UK | Erstveröffentlichung: 28. April 2020 featuring K-Trap                                      |
| 2020 | Table for Two Quarantime: The Lost Files | UK100 (1 Wo.)UK | Erstveröffentlichung: 28. April 2020                                                       |
| 2020 | Cut Me Off –                             | UK65 (1 Wo.)UK | Erstveröffentlichung: 18. September 2020 featuring D-Block Europe                          |
| 2021 | Dancing on Ice –                         | UK45 (2 Wo.)UK | Erstveröffentlichung: 21. Januar 2021 featuring Nafe Smallz & M Huncho                     |

Weitere Lieder
- Should’ve Known Better (2016)
- Fine Wine (featuring Kojo Funds, 2016, UK: Gold)
- Diamonds (featuring K-Trap, 2017)
- Froze (2017)
- Corner (featuring Maleek Berry, 2018)
- Both Sides (2018)
- Makasi (featuring Franglish, 2018)
- 16 Steps (mit Martin Jensen & Olivia Holt, 2018)
- Maximum (2019)
- Gang Shit (2020)
- Section (2020)
- Pénélope (mit Franglish & D-Block Europe, 2021)
- Birthday (featuring Stefflon Don, 2021)
- Bruk Down (featuring DoRoad, 2022)

### Als Gastmusiker
| Jahr | Titel Interpreten                                                                  | Höchstplatzierung, Gesamtwochen, AuszeichnungChartplatzierungen (Jahr, Titel, Interpreten, Platzierungen, Wochen, Auszeichnungen, Anmerkungen) | Höchstplatzierung, Gesamtwochen, AuszeichnungChartplatzierungen (Jahr, Titel, Interpreten, Platzierungen, Wochen, Auszeichnungen, Anmerkungen) | Höchstplatzierung, Gesamtwochen, AuszeichnungChartplatzierungen (Jahr, Titel, Interpreten, Platzierungen, Wochen, Auszeichnungen, Anmerkungen) | Höchstplatzierung, Gesamtwochen, AuszeichnungChartplatzierungen (Jahr, Titel, Interpreten, Platzierungen, Wochen, Auszeichnungen, Anmerkungen) | Anmerkungen                                             |
| Jahr | Titel Interpreten                                                                  | DE | AT | CH | UK | Anmerkungen                                             |
| ---- | ---------------------------------------------------------------------------------- | --- | --- | --- | --- | ------------------------------------------------------- |
| 2017 | Bestie Yungen featuring Yxng Bane                                                  | — | — | — | UK10 Platin · (31 Wo.)UK | Erstveröffentlichung: 16. Juni 2017 Verkäufe: + 600.000 |
| 2018 | Answerphone Banx & Ranx + Ella Eyre featuring Yxng Bane                            | — | — | — | UK5 Platin · (23 Wo.)UK | Erstveröffentlichung: 16. März 2018 Verkäufe: + 600.000 |
| 2018 | Your Lovin’ Steel Banglez featuring MØ & Yxng Bane                                 | — | — | — | UK47 Gold · (11 Wo.)UK | Erstveröffentlichung: 14. Juni 2018 Verkäufe: + 400.000 |
| 2019 | Rock Bottom M Huncho featuring Yxng Bane                                           | — | — | — | UK80 (1 Wo.)UK | Erstveröffentlichung: 12. April 2019                    |
| 2020 | Faith in My Killy GRM Daily featuring Nafe Smallz, Yxng Bane, Blade Brown & Skrapz | — | — | — | UK75 (2 Wo.)UK | Erstveröffentlichung: 19. Juni 2020                     |
| 2021 | Nice to Meet Ya Wes Nelson featuring Yxng Bane                                     | DE5 (18 Wo.)DE | AT7 (16 Wo.)AT | CH7 (17 Wo.)CH | UK33 Silber · (10 Wo.)UK | Erstveröffentlichung: 1. April 2021 Verkäufe: + 200.000 |

Weitere Gastbeiträge
- Magic / Craig David featuring Yxng Bane (2018)
- Creepin’ Up (The Come Up) / Remedee featuring Kojo Funds, Yxng Bane & Masicka (2018)
- This Week / Headie One featuring Yxng Bane (2018)
- Cocktail / D-Block Europe featuring Yxng Bane (2018, UK: Silber)
- Pretty Little Nike Airs / D-Block Europe mit Yxng Bane (2019, UK: Silber)
- Santo Domingo / Dopebwoy featuring Yxng Bane (2019)
- Really Love / KSI featuring Tinie Tempah, Craig David & Yxng Bane (2020)